# Sonderkommando Elbe

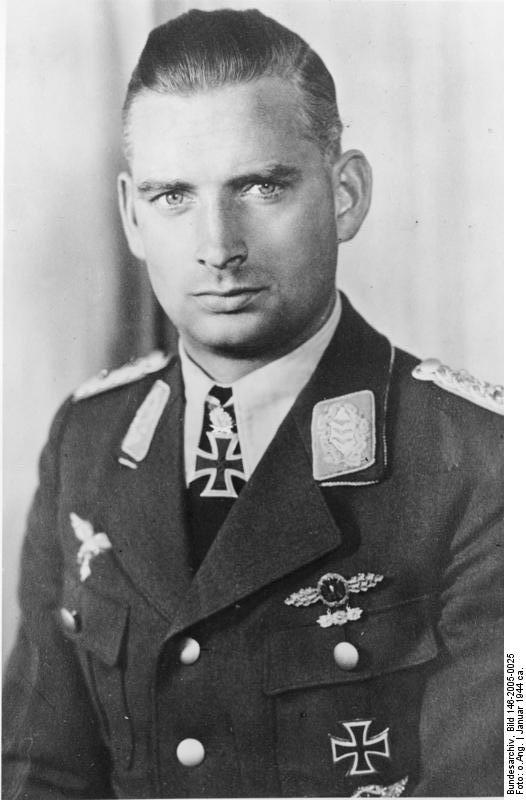
Hajo Herrmann in januari 1944

Sonderkommando Elbe, ook wel Rammkommando Elbe was een eenheid van de Luftwaffe opgericht aan het einde van de Tweede Wereldoorlog.
In de herfst van 1944 werd door Hajo Herrmann voorgesteld om de geallieerde bommenwerpers door middel van een frontale botsing te vernietigen. Sinds begin januari 1945 werd er voor deze nieuw op te richten eenheid vrijwilligers verzameld. 
De eenheid werd op 7 april 1945 in het leven geroepen en deed voor het eerst dienst in het luchtruim boven Maagdenburg. Daar werd de eenheid op nabijgelegen vliegvelden verzameld om naar het voorbeeld van kamikaze geallieerde bommenwerpers neer te halen. De Duitsers wilden hiermee de schade die de Amerikaanse bommenwerpers aanrichtten beperken. De actie werd door diverse Luftwaffe-commandanten afgewezen, maar toch ging het door. Er zat dan ook een wezenlijk verschil in de werkwijze met de Japanners. Waar de Japanners explosieven onder het vliegtuig hadden bevestigd en er geen kans op overleving was, moesten de Duitsers alleen het vliegtuig, zonder explosieven, in het doel weten te krijgen. De kans op overleven was hierdoor iets groter. De overlevingskans werd op circa tien procent geschat.
Er stegen tijdens deze eerste actie 183 jagers van het type Messerschmitt Bf 109 op om bommenwerpers van de Amerikaanse 8e Luchtvloot boven het Steinhudermeer aan te vallen. Ze wisten tijdens deze aanval 23 bommenwerpers te vernietigen. Er werden daarnaast nog 28 bommenwerpers door Me 262's neergeschoten. Zelf verloor het Sonderkommando tijdens deze actie 133 toestellen en 77 piloten. Door de zware verliezen werd de eenheid op 17 april alweer opgeheven. De piloten werden naar Berlijn gestuurd om daar de hoofdstad te verdedigen tegen de Sovjettroepen. 